# 増井忠幸
増井 忠幸（ますい ただゆき、1945年- ）環境ロジスティクスの第一人者。和歌山県出身、工学博士。専門は経営工学。早稲田大学大学院理工学研究科博士課程、武蔵工業大学(現・東京都市大学)工学部経営工学科教授を経て、同環境情報学部教授。2006年～2010年同学部長。

## 研究・社会活動[1]

### 在庫システム理論
経営工学を専門としており、「在庫管理論」や、それを発展させサプライチェーン（材料の調達から生産、流通、販売過程にかかわる企業の連鎖）全体を「ものの流れと停滞（在庫）からなるシステム」としてとらえ、ものの流れ(ロジスティクス)の全体最適化を図ることを狙いとする研究を行っている。

### 情報システム
物流に関わる企業のグローバル化・多様化にあたってサプライチェーン・マネジメントの観点から「情報の標準化」の重要性を説いており、物流情報の標準「JTRN」の維持・改定に携わるとともに、「情報処理技術者試験委員」を務めた。

### 環境ロジスティクス
近年では特に、物流における環境負荷削減に関する研究、物流過程におけるCO2削減、包装材・梱包材の環境負荷削減などに関する研究を展開している。「環境ロジスティクス」を唱え、「エネルギーの使用の合理化に関する法律(改正省エネ法)」に係るCO2算定方法のガイドライン作成などに携わる。また、最近ではカーボンフットプリントのPCR委員会、スキーム検討委員会の委員等も務める。

## 経歴・著書

### 職歴[2]
- 1997年 - 武蔵工業大学環境情報学部教授
- 2006年 - 武蔵工業大学環境情報学部学部長
- 2011年 - 東京都市大学環境情報学部特任教授(現職)

### 委員会・協議会委員[1]
- モーダルシフト推進官民協議会 座長
- 物流政策懇談会 委員
- グリーン物流パートナーシップ会議 政策企画委員会 委員長
- NEDO技術委員会(エネルギーITS推進事業) 委員
- 日本工業標準調査会  物流部門 委員長
- カーボンフットプリント試行事業 検証スキーム検討委員会 委員
- 環境配慮型小売（エコストア）の在り方に関する研究会 委員
- サプライチェーンにおける温室効果ガス排出量算定方法検討会 委員
- 環境調和型物流ロジスティクス調査（流通・物流効率化システム開発調査）委員長
- 能力評価基準普及策定委員会（ロジスティクス分野）座長
- 21年度事業主団体による能力評価制度の整備事業（ロジスティクス分野）委員会 委員長
- 能力評価基準策定普及委員会（ロジスティクス分野）委員長
- トータル輸送プロセスを踏まえた船舶のモーダルシフトを促進する技術開発テーマ発掘 委員長
- 二酸化炭素排出量関連データ交換システム開発事業委員会 委員長
- グリーン物流パートナーシップ会議 CO2評価算定委員会 座長
- 物流EDI（JTRN）推進委員会　本委員会 委員長
- 環境調和型ロジスティクスに関する調査(LEMS) 委員長
- 先進的物流システム開発事業(LAS/LEDIS)LEDIS 審査委員長
- 高度物流情報化システム開発事業(ALIS)本委員会 委員長

### 著書[1]
- 『アジアの経済発展と環境問題―社会科学からの展望』(明石書店、2009年、ISBN 978-4750329536)
- 『新物流実務事典』(分担)(産業調査会、2005年、ISBN 978-4882825715)
- 『生産管理用語辞典』(在庫管理関係用語分担執筆)(日本規格協会、2002年、ISBN 978-4542201545)
- 『生産管理の事典』(分担)(朝倉書店、1999年、ISBN 978-4254270013)
- 『ロジスティクスのOR』(共著)(槙書店、1998年、ISBN 978-4837506515)
- 『資材管理・在庫管理の改善中級コース(1),(2)』(PHP研究所、1997年)
- 『経営工学ハンドブック』(分担)(丸善、1994年、ISBN 978-4621039809)
- 『ORによる生産流通システムの設計-パソコンBASICの応用-』(共著)(槙書店、1988年、ISBN 978-4837505730)